# Jacqueline Mazeas
Jacqueline Mazeas (Francia, 10 de octubre de 1920-9 de julio de 2012) fue una atleta francesa, especialista en la prueba de lanzamiento de disco en la que llegó a ser medallista de bronce olímpica en 1948.

## Carrera deportiva
En los JJ. OO. de Londres 1948 ganó la medalla de bronce en el lanzamiento de disco, con una marca de 40.47 metros, tras su paisana francesa Micheline Ostermeyer (oro) y la italiana Edera Cordiale (plata).